# Brighton and Rottingdean Seashore Electric Railway

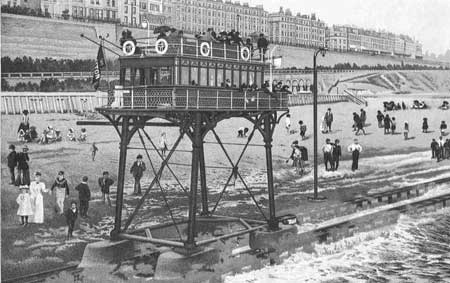
Піонер на маршруті

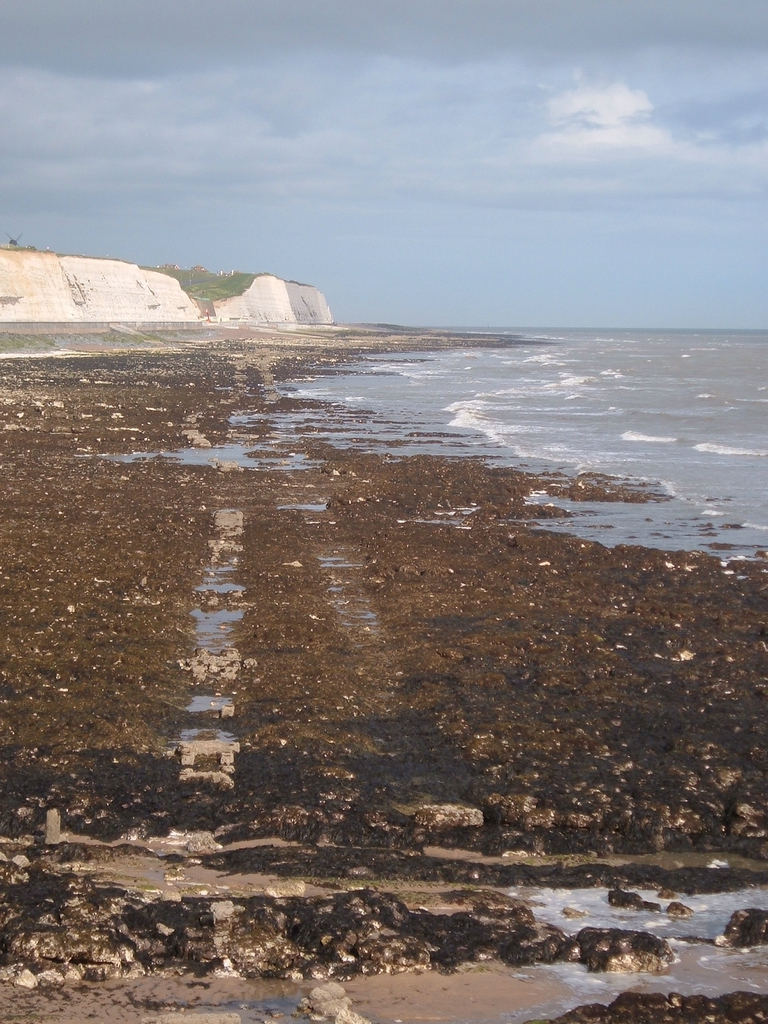
Залишки залізниці на 2004 рік

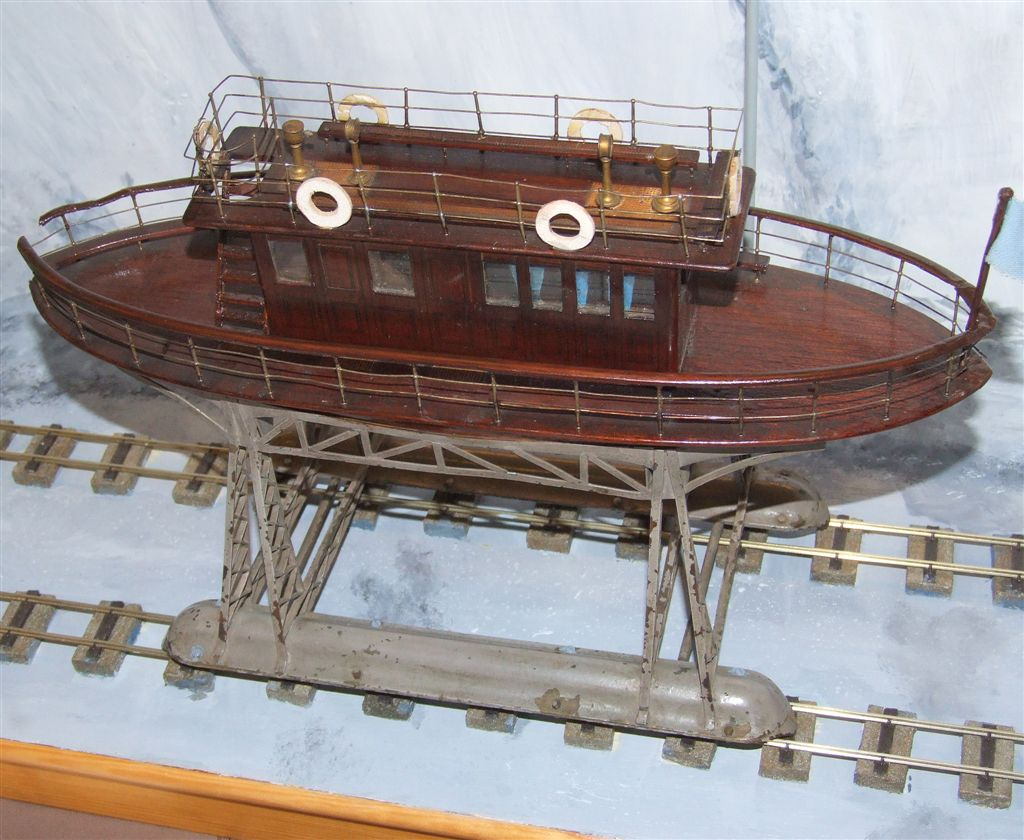
Модель "Pioneer" у Музеї іграшки та моделі міста Брайтон

Brighton and Rottingdean Seashore Electric Railway також Daddy Long Legs - транспортний засіб, щось середнє між трамваєм і поромом, що діяв у Брайтоні (Велика Британія) у 1896 - 1901 роках (з перервами).
Винахідником цього незвичайного транспортного засобу був інженер Магнус Фольк (англ. Magnus Volk), один з піонерів електротехніки. У 1883 році у Брайтоні відкрилася створена ним електрична залізниця, одна з перших у світі; Фольк мав на меті продовжити цю залізницю до сусіднього Роттінгдіну, але через рельєф місцевості будівництво залізниці берегом потребувало створення виїмок і віадуків, тому Фольк вирішив створити принципово новий транспортний засіб.

## Залізниця
Нову залізницю, будівництво якої почалося в червні 1894, прокладали прямо по дну моря. Залізниця складалася з двох залізничних колій з шириною колії 824 мм (2 фути 8,5 дюймів) кожна, розташованих на відстані 5,47 м (18 футів) одна від одної. Відрізки рейок завдовжки близько 9 м (30 футів) кріпилися болтами 15 × 2 см (6 × ¾ дюйма) до бетонних блоків розміром 1,5 × 0,9 м (5 х 3 фути), покладених на дно через кожні 76 см (2 ½ фути).
Довжина цієї залізниці становила приблизно 4,5 км. Вона з'єднувала пірс, влаштований на молу Madeira Drive у Брайтоні зі спеціально побудованим у Роттінґдіні пірсом завдовжки 91 метр (100 ярдів).
Залізниця була віддалена на 50-90 метрів від берегової лінії, але під час відпливу рейки оголювалися.

## Транспортний засіб
Транспортний засіб представляв собою платформу, встановлену на чотири «ноги» заввишки 7 м. Кожна нога спиралася на візок з чотирма колесами діаметром приблизно 84 см (33 дюйми), укладений в обтічний кожух. Всі кожухи були забезпечені скребками для очищення рейок від водоростей та іншого сміття.
Колеса двох візків (по одному з кожної сторони) були провідними (два 25-сильні мотори General Electric приводили їх в дію за допомогою черв'ячної передачі ), колеса двох інших візків були обладнані гальмами. Керували моторами за допомогою двох контролерів трамвайного типу, розташованих на обох краях платформи.
Платформа розміром 13,7 × 6,7 м (45 × 22 футів) мала форму овалу. На ній розташовувалася надбудова-салон розмірами 7,7 × 3,8 м (25 ¼ × 12 ½ футів). Пасажири, максимальна кількість яких досягало 150, розташовувалися на палубі, в салоні і на даху салону.
Загальна вага транспортного засобу становила приблизно 45 тонн.
Єдиний транспортний засіб виготовили на заводі Gloucester Railway Carriage & Wagon Company. Екіпаж назвали Pioneer ( «Піонер»), але частіше його називали Daddy Long Legs.
Так як транспортний засіб формально прирівнювався до судна, на його борту було присутні такі атрибути як прапор, судновий дзвоник, шлюпка і рятувальні круги, а до складу екіпажу входив досвідчений моряк.
Спочатку Магнус Фольк збирався живити мотори транспортного засобу від акумуляторів, але потім вирішив використати живлення від контактної мережі. Для цього уздовж залізниці були встановлені щогли, що тримали контактні дроти на висоті 6,9 м (21 фут) над рівнем води при весняному паводку.
Спеціально для постачання «морського трамвая» електрикою на пірсі у Роттінгдін була побудована невелика електростанція.

## Історія
Урочисте відкриття руху відбулося 28 листопада 1896 року, після того як залізницю проінспектувала комісія з міністерства торгівлі. На церемонії були присутні мер Брайтона, представники Роттінґдіна і Хова, а також два члени британського парламенту. Перша поїздка тривала приблизно 35 хвилин.
Менш ніж за тиждень морської трамвай перестав діяти. Причиною цьому послужив шторм в ніч з 4 на 5 грудня шторм. «Піонер», пришвартований біля пірсу в Роттінґдіні, зірвався зі швартових і виїхав у порівняно відкрите море (колія мала нахил приблизно в 1: 100). Вітер і хвилі перекинули «Піонера»; постраждало і причальне обладнання.
Проте, «Піонер» був відновлений, при цьому його ноги подовжили на 60 см (2 фути). Підводна залізниця відновила роботу 20 липня 1897 року і продовжувала діяти протягом ще декількох років, при цьому не тільки влітку, а й взимку. Добре вона працювала тільки при низькій воді, а при повному припливі опір води змушував «Піонер» рухатися повільніше пішохода.
У вересні 1900 року було вирішено влаштувати в районі Брайтона нові хвилерізи, що вимагало б перенесення підводного залізниці. Магнус вважав це надто витратним, і у 1901 році частина колії була розібрана, після чого незвичайна залізниця була закрита остаточно.
"Піонер" що був не задіяний простояв біля свого причалу до 1909 або 1910 року, після чого разом із залишками рейок і причалами був проданий на злам у Німеччину.
На початок ХХІ сторіччя збереглися тільки бетонні блоки-шпали, які можна побачити при низькій воді.

## Ресурси Інтернету
- Pioneer Illustration [Архівовано 4 березня 2016 у Wayback Machine.] Highly detailed illustration of the Pioneer tramcar, by Conor Gorman
- The Volks Electric Railway Association, with some information about 'Daddy Long Legs' [Архівовано 25 серпня 2007 у Wayback Machine.]
- Daddy Longlegs [Архівовано 12 червня 2016 у Wayback Machine.] Illustrated feature on Volk's Brighton to Rottingdean Seashore Electric railway with 3D animation
- Daddy Longlegs [Архівовано 3 березня 2016 у Wayback Machine.] by John Roles, Brighton Museum
- Daddy Longlegs Photo by Dmitry Karpenko
- Winchester, Clarence, ред. (1936), Brighton's electric railway", Railway Wonders of the World, с. 604—608, архів оригіналу за 3 березня 2016, процитовано 2 березня 2016 illustrated description of the railway